# Quần thực vật Bắc Mỹ
Quần thực vật Bắc Mỹ (tiếng Anh: Flora of North America, thường được viết tắt thành FNA), là một tuyển tập miêu tả các loài thực vật bản địa Bắc Mỹ. Hiện tại, phần lớn FNA đã có sẵn trên website. Công trình này dự kiến sẽ bao gồm 30 tập khi hoàn thành và khi đó nó sẽ là công trình đầu tiên nghiên cứu tất cả các loài thực vật đã biết tới ở phía bắc Mexico.
Tác phẩm này là sự hợp tác của trên 800 tác giả, là những người hợp tác với nhau trên Internet.